# ياسين يعقوب
ياسين يعقوب (مواليد 24 يونيو 1996) هو لاعب كرة قدم قطري يلعب حالياً مع نادي لوسيل كمدافع ولاعب وسط.

## مسيرة اللاعب
لعب في نادي الغرافة ونادي المرخية والنادي العربي ونادي الشمال ونادي مسيمير ونادي لوسيل.